# André Renard
André Renard (1911-1962) era un resistent contra l'ocupació nazi i sindicalista belga, militant del moviment való. Va ser regent de la Banca Nacional de Bèlgica.
La seva família era originària de la ciutat de Seraing a la vall del Mosa, aleshores un important centre de la indústria siderúrgica i metal·lúrgica. Als setze anys va començar a treballar a l'alt forn de Cockerill tot i continuar la seva formació a l'Escola industrial superior de Seraing i a la Universitat de Lieja. Més tard va anar a l'alt forn de L'Espérance-Longdoz i la constructora Pieux Franki. El 1937 va ser contractat pel sindicat de la Federació Sindical Socialista de Lieja.
Presoner de guerra durant l'ocupació alemanya al Stalag XI A a Dörnitz va ser marcat per la Flamenpolitik (política dels flamencs) dels alemanys: una política de divide et impera i discriminació entre ambdós grups lingüístics de Bèlgica. Era una estratègia ja començada en la Primera Guerra Mundial per exacerbar la divisió entre flamencs i valons i afeblir així la resistència. Durant la Segona Guerra mundial, els alemanys la van continuar, entre d'altres en alliberar els presoners de guerra flamencs molt aviat tot i mantenir els valons empresonats.
El 1942 finalment va ser alliberat i tornar a treballar a la siderúrgia. Romania alhora molt actiu en la resistència antifeixista i hi va crear el sindicat clandestí Mouvement Syndical Unifié. El 1945 va ser un dels motors darrere la creació del sindicat socialista unificat, la Federació General del Treball de Bèlgica (FGTB-ABVV). Va reeixir a imposar-hi molts dels seus principis, com ara la incompatibilitat entre un mandat polític i un mandat sindical. La independència del moviment sindical era uns dels seus principis fonamentals. Com a president del seu Comitè consultiu del qual va ser president, als anys 1950 va ser actiu en la creació de la Comunitat Europea del Carbó i de l'Acer (CECA), predecessor de la Unió Europea. Sempre va insistir en la necessitat d'una acció sindical comuna per construir una Europa econòmica i socialment fort.
Va ser un dels primers líders valons a preconitzar la transformació de l'estat unitari belga en estat federat. El federalisme i reformes de les estructures econòmiques van ser una de les reivindicacions principals durant la gran vaga de l'hivern 1960-1961 contra la llei única a Bèlgica. Aleshores, es va sentir abandonat tant per la direcció nacional de la FGTB com pel Partit Socialista Bèlga (PSB), ambdós unitaristes. Va demetre de tots els seus mandats sindicals i crear el Moviment Popular Való, però no va reeixir a tornar a mobilitzar la població valona massivament.
Va morir d'un ictus cerebral el 20 de juliol de 1962 a Seraing. El 1963 es va crear al si de la FGTB a Lieja la Fundació André Renard, centre d'estudis i de formació per continuar el seu treball, avui conegut com a Form'action André Renard.